# Domingo Oropesa Lorente
Domingo Oropesa Lorente (* 10. Oktober 1950 in Alcázar de San Juan, Spanien) ist Bischof von Cienfuegos. 

## Leben
Er schloss seine Grund- und weiterführende Schulbildung in Ciudad Real ab. Anschließend ging er nach Barcelona und besuchte drei Jahre lang die Fakultät für Psychologie. 1977 trat er in das Erzbischöfliche Priesterseminar San Ildefonso di Toledo ein, wo er Philosophie und Theologie studierte.
Am 15. Juli 1984 empfing er durch den Erzbischof von Toledo Marcelo Kardinal González Martín die Priesterweihe. Von 1984 bis 1999 übte er sein Priesteramt im Erzbistum Toledo als Pfarrvikar in Fuensalida, Pfarrer von Puente del Arzobispo, Azután und Navalmoralejo, Erzpriester von Puente del Arzobispo und Pfarrvikar von Los Navalucillos aus. 1999 wurde er als Fidei-Donum-Priester in das Erzbistum Camagüey nach Kuba entsandt, wo er von 1999 bis 2006 als Verwalter und erster Gemeindepfarrer von El Sagrado Corazón de Jesús („Heiliges Herz Jesu“) in Céspedes diente. Von 2006 bis 2007 war er Pfarrer der Pfarrei Our Lady of Mount Carmel in Florida.
Papst Benedikt XVI. ernannte ihn am 9. Juli 2007 zum Bischof von Cienfuegos. Die Bischofsweihe spendete ihm der Erzbischof von Camagüey, Juan García Rodríguez, am 15. September desselben Jahres; Mitkonsekratoren waren Antonio Kardinal Cañizares Llovera, Erzbischof von Toledo, und Emilio Aranguren Echeverría, Bischof von Holguín.